# Нізин
Нізин — поліциклічний антибактеріальний пептид, що виробляється Грам-позитивними бактеріями виду Lactococcus lactis. Нізин використовується як харчовий консервант. Він містить 34 амінокислотні залишки, включаючи неканонічні амінокислоти, в тому числі лантіонін (Lan), метиллантіонін (MeLan), дегідроаланін (Dha) та дегідроаміномасляну кислоту (Dhb). Ці неканонічні амінокислоти утворюються шляхом посттрансляційної модифікації пептидного прекурсору. Під час цього, рибосомно-синтезований 57-мерний поліпептид перетворюється на кінцевий циклічний пептид завдяки декільком ферментам. Ненасичені амінокислоти утворюються з серину та треоніну, а ферментативне приєднання залишків цистеїну до ненасичених амінокислот призводить до утворення декількох тіоефірних містків. Нізин належить до класу молекул, відомих як лантібіотики.
У харчовій промисловості нізин отримують при культивуванні L. lactis на природних субстратах, таких як молоко або декстроза. Хімічний синтез нізину не має промислового значення.
Нізин був виділений наприкінці 1930-х. З 50-х років почалося його виробництво. Нізин затвердили як добавку до вживання харчових продуктів у США наприкінці 1960-х.

## Властивості
Хоча загалом більшість бактеріоцинів інгібують лише тісно споріднені види, низин є рідкісним прикладом бактеріоцину широкого спектра дії, ефективного проти багатьох грампозитивних організмів, включаючи молочнокислі бактерії, а також патогени Listeria monocytogenes, золотистий стафілокок, Bacillus cereus, Clostridium botulinum тощо. Він також особливо ефективний проти спор. Грамнегативні бактерії захищені зовнішньою мембраною, але можуть стати сприйнятливими до дії низину після термічного шоку або обробки хелаторами (ЕДТА, тощо).

## Застосування

### Виробництво продуктів харчування
Нізин застосовують як безпечний консервант при виробництві сиру, м'яса, напоїв, тощо, щоб продовжити термін зберігання за рахунок придушення грампозитивної мікрофлори та патогенних бактерій. У харчових продуктах зазвичай застосовують нізин в концентраціях близько ~ 1 — 25 проміле, залежно від типу їжі та затверджених нормативних вимог. Як харчова добавка, нізин має номер E Е234.

### Інше
Завдяки своєму широкому спектру активності, нізин також використовується як селекторний агент у мікробіологічних середовищах для виділення грамнегативних бактерій, дріжджів і плісняви.
Нізин також застосовується у виробництві упаковок харчових продуктів.
У поєднанні з міконазолом він вивчався як можливе лікування інфекцій викликаних Clostridium difficile .